# Eduard Hiller (Dichter)

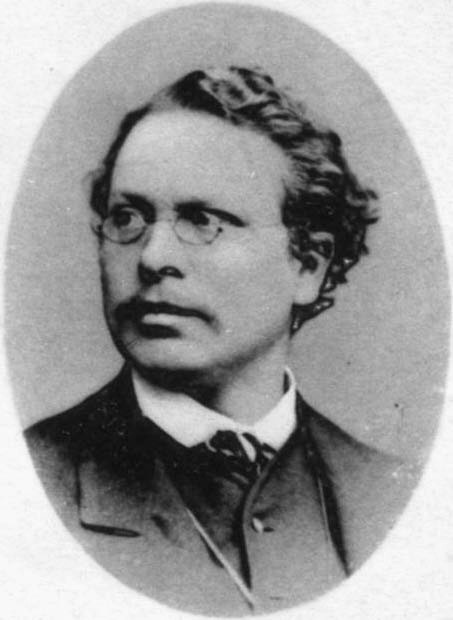
Eduard Hiller. vor 1906

Eduard Hiller (* 14. Dezember 1818 in Stuttgart; † 18. November 1902 in Buoch) war ein deutscher Dichter und schwäbischer Dialektdichter.

## Leben

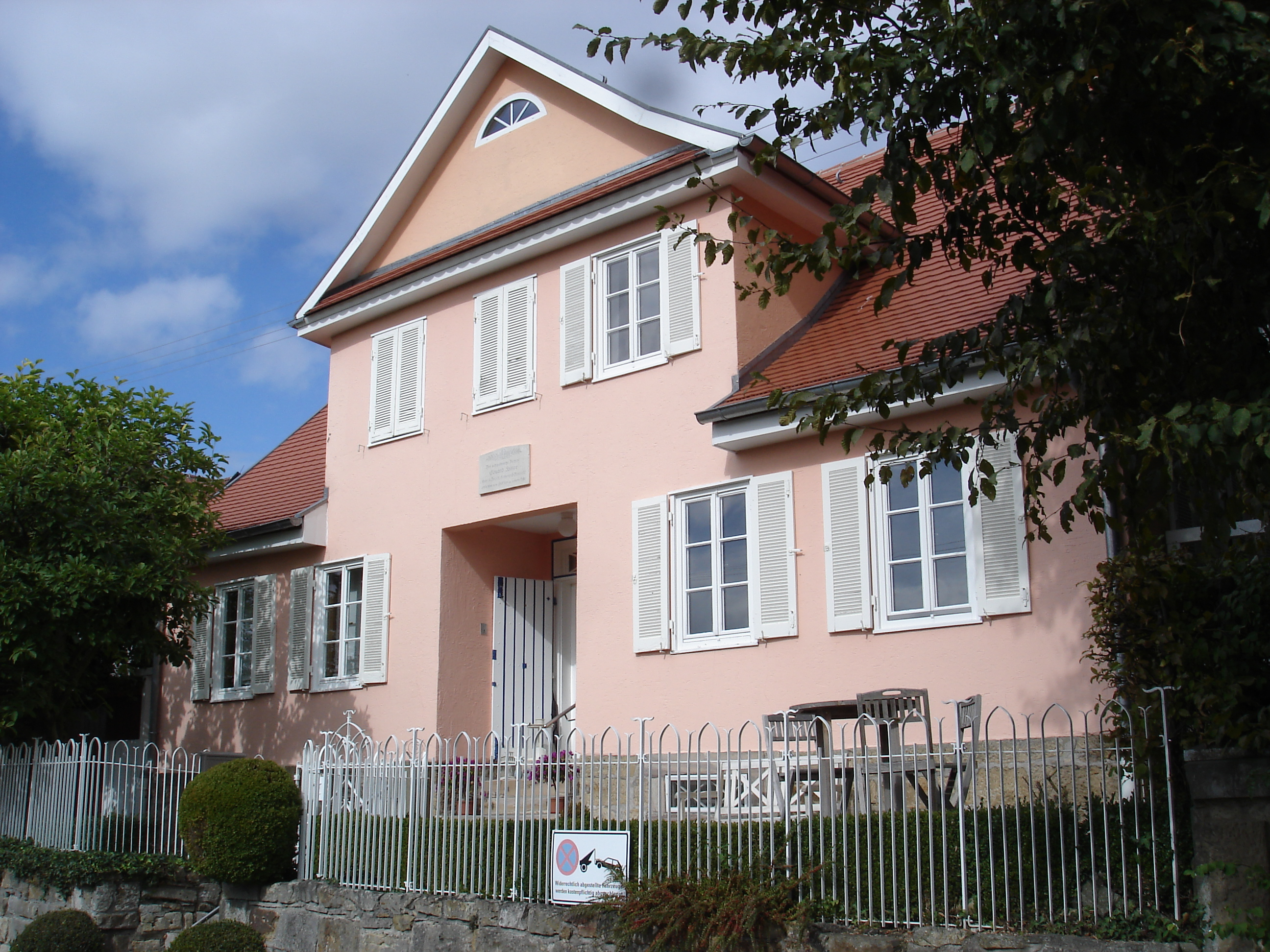
Eduard Hillers Wohnhaus in Remshalden-Buoch

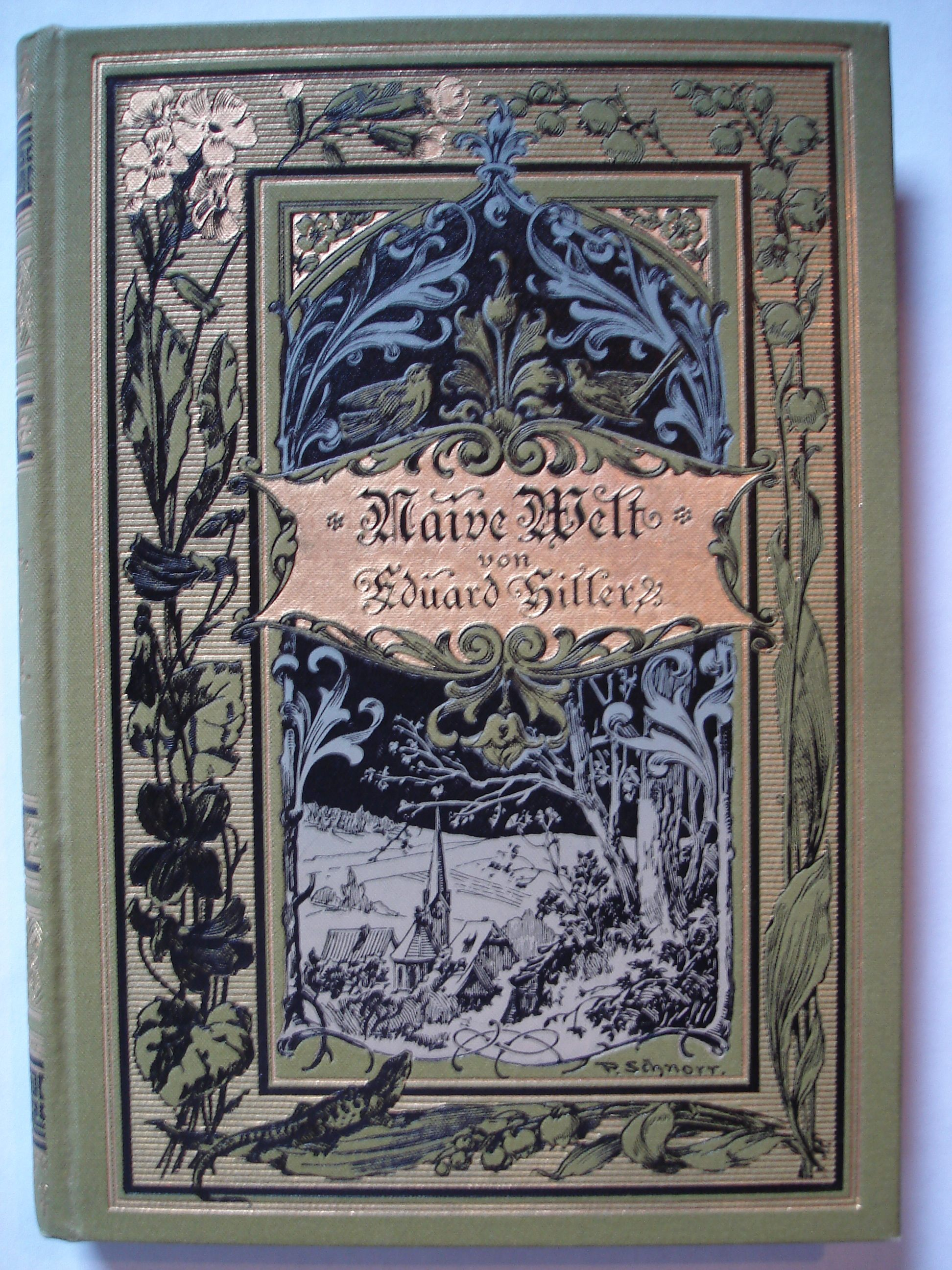
Gedichtband „Naive Welt“ von Eduard Hiller

Eduard Hiller begann nach der Reifeprüfung ein Studium der Politikwissenschaft, das er jedoch aus gesundheitlichen Gründen vorzeitig abbrechen musste. Wegen des Klimas wechselte er 1846 an die Universität Hohenheim zum Studium der Land- und Forstwissenschaft. Nach dem Examen arbeitete er als Verwalter auf dem Gut der Freiherren von Ellrichshausen und von Troyff in Assumstadt. Mit seiner anfälligen Gesundheit konnte Hiller diese Stelle jedoch nur bis 1855 ausfüllen. In den Jahren danach zog er sich zur Erholung in das elterliche Haus zurück und verfasste seinen ersten Gedichtband, Stimmen vom Krankenlager, der 1861 erschien und vom Dichter und Kritiker Ludwig Uhland hohe Anerkennung erfuhr. Ein Lehrauftrag an der Universität Hohenheim, den Hiller 1860 angenommen hatte und der ihm die Ernennung zum Professor einbrachte, zerrüttete seine Gesundheit 1862 endgültig. Er lebte fortan, von den Zuwendungen eines vermögenden Freundes unterstützt, zurückgezogen im Dorfe Buoch. Seine Gedichte, besonders die Dialektgedichte, stießen auf großes Interesse bei der Bevölkerung (Wintergrün. Stuttgart, Greiner & Pfeiffer, 3. Auflage 1886).

## Werke
- Stimmen vom Krankenlager. Gedichte, Stuttgart 1861.
- Naive Welt: schwäbische Lieder und Idyllen, Stuttgart: Lutz 1891.
- Wintergrün: hochdeutsche und schwäbische Gedichte,  3., neugestaltete Aufl., Stuttgart: Greiner & Pfeiffer 1886.